# Храстник
Храстник (словен. Hrastnik) — поселення в общині Храстник, Засавський регіон, Словенія. Висота над рівнем моря: 296,2 м.